# Masque (album de Kansas)
Pour les articles homonymes, voir Masque.
Albums de Kansas
Song for America
(1975) Leftoverture
(1976)
Singles
1. It Takes a Woman's Love (To Make a Man) / It's You
Sortie : 1975

Masque est le troisième album du groupe de rock progressif américain Kansas, sorti en octobre 1975 sur le label Kirshner Records.

## Présentation
L'album est réédité en version remasterisée au format CD en 2001. Il est de nouveau remasterisé et réédité sur vinyle LP en 2014.
Le morceau d'ouverture, It Takes a Woman's Love (To Make a Man), est remixé pour une sortie en tant que single qui, malgré sa durée commode pour les stations radios et ses rythmes entraînants, ne réussit pas à attirer l'attention du public. Le remix comprend des voix supplémentaires et contient des segments très différents de la version album.
La pochette de l'album reprend le tableau L'Eau de Giuseppe Arcimboldo.

## Titres
| 1. | It Takes a Woman’s Love (to Make a Man) | Steve Walsh             | 3:06 |
| 2. | Two Cents Worth                         | Kerry Livgren, Walsh    | 3:07 |
| 3. | Icarus - Borne on Wings of Steel        | Livgren                 | 6:02 |
| 4. | All the World                           | Walsh, Robby Steinhardt | 7:08 |

| Face B | Face B               | Face B         | Face B | Face B | Face B | Face B | Face B | Face B | Face B |
| No     | Titre                | Auteur         | Durée  |        |        |        |        |        |        |
| ------ | -------------------- | -------------- | ------ | ------ | ------ | ------ | ------ | ------ | ------ |
| 5.     | Child of Innocence   | Livgren        | 4:33   |        |        |        |        |        |        |
| 6.     | It’s You             | Walsh          | 2:32   |        |        |        |        |        |        |
| 7.     | Mysteries and Mayhem | Livgren, Walsh | 4:19   |        |        |        |        |        |        |
| 8.     | The Pinnacle         | Livgren        | 9:34   |        |        |        |        |        |        |
| 40:21  |                      |                |        |        |        |        |        |        |        |

| Titres bonus - Réédition CD (Epic records, Europe, 2001) | Titres bonus - Réédition CD (Epic records, Europe, 2001) | Titres bonus - Réédition CD (Epic records, Europe, 2001) | Titres bonus - Réédition CD (Epic records, Europe, 2001) | Titres bonus - Réédition CD (Epic records, Europe, 2001) | Titres bonus - Réédition CD (Epic records, Europe, 2001) | Titres bonus - Réédition CD (Epic records, Europe, 2001) | Titres bonus - Réédition CD (Epic records, Europe, 2001) | Titres bonus - Réédition CD (Epic records, Europe, 2001) | Titres bonus - Réédition CD (Epic records, Europe, 2001) |
| No                                                       | Titre                                                    | Durée                                                    |                                                          |                                                          |                                                          |                                                          |                                                          |                                                          |                                                          |
| -------------------------------------------------------- | -------------------------------------------------------- | -------------------------------------------------------- | -------------------------------------------------------- | -------------------------------------------------------- | -------------------------------------------------------- | -------------------------------------------------------- | -------------------------------------------------------- | -------------------------------------------------------- | -------------------------------------------------------- |
| 9.                                                       | Child of Innocence (rehearsal recording)                 | 4:37                                                     |                                                          |                                                          |                                                          |                                                          |                                                          |                                                          |                                                          |
| 10.                                                      | It’s You (demo)                                          | 2:33                                                     |                                                          |                                                          |                                                          |                                                          |                                                          |                                                          |                                                          |
| 48:36                                                    |                                                          |                                                          |                                                          |                                                          |                                                          |                                                          |                                                          |                                                          |                                                          |

## Musiciens
- Steve Walsh : chant, claviers
- Kerry Livgren : claviers, guitare
- Rich Williams : guitares
- Robby Steinhardt : violon, chant
- Dave Hope : basse, chœurs
- Phil Ehart : percussions

## Classements et certification

### Classement
| Année | Classement          | Position |
| ----- | ------------------- | -------- |
| 1976  | Top LPs & Tape (US) | 70       |

### Certification
| Pays       | Organisation | Année | Ventes         |
| ---------- | ------------ | ----- | -------------- |
| États-Unis | RIAA         | 1977  | Or (+ 500 000) |